# David Cabrera
David Cabrera Pujol (ur. 7 września 1989 w mieście Meksyk) – meksykański piłkarz występujący na pozycji środkowego lub defensywnego pomocnika.

## Kariera klubowa
Cabrera pochodzi ze stołecznego miasta Meksyk i jest wychowankiem akademii juniorskiej tamtejszego klubu Pumas UNAM, do której zaczął uczęszczać na treningi jako trzynastolatek. Do pierwszej drużyny został włączony w wieku osiemnastu lat przez szkoleniowca Ricardo Ferrettiego, pierwszy mecz rozgrywając w niej w styczniu 2008 z Monterrey (1:0) ramach rozgrywek InterLigi. W meksykańskiej Primera División zadebiutował jednak dopiero 24 sierpnia 2008 w wygranym 3:1 spotkaniu z Pachucą, dzięki wprowadzonej przez władze ligi przepisu o występach młodzieżowców. W wiosennym sezonie Clausura 2009 wywalczył z Pumas tytuł mistrza Meksyku, jednak pozostawał wówczas wyłącznie rezerwowym ekipy, częściej występując w drugoligowych rezerwach klubu – Pumas Morelos. W wyjściowym składzie częściej zaczął się pojawiać dopiero podczas rozgrywek Clausura 2011, kiedy to zdobył ze swoim zespołem kolejne mistrzostwo kraju, a bezpośrednio po tym sukcesie wywalczył sobie pewne miejsce w pierwszej jedenastce. W kwietniu 2012 doznał jednak poważnej kontuzji więzadła krzyżowego w prawym kolanie, w wyniku której musiał pauzować przez kolejne pół roku.
Premierowego gola w najwyższej klasie rozgrywkowej Cabrera strzelił 5 maja 2013 w wygranej 2:1 konfrontacji z Atlante. W czerwcu tego samego roku ponownie doznał urazu więzadła krzyżowego, przez co po raz kolejny był niezdolny do gry przez następne sześć miesięcy. Mimo to bezpośrednio po rekonwalescencji powrócił do wyjściowego składu Pumas, a do roli rezerwowego został relegowany dopiero po przyjściu do klubu Alejandro Castro. W jesiennym sezonie Apertura 2015 zanotował ze swoją ekipą tytuł wicemistrza Meksyku, lecz już pół roku później – wobec nieregularnych występów – udał się na wypożyczenie do drużyny Monarcas Morelia.

## Kariera reprezentacyjna
W marcu 2009 Cabrera został powołany przez szkoleniowca Juana Carlosa Cháveza do reprezentacji Meksyku U-20 na Mistrzostwa Ameryki Północnej U-20. Na trynidadzkich boiskach rozegrał tylko jedno z trzech możliwych spotkań, będąc głównie rezerwowym swojej drużyny i ani razu nie wpisując się na listę strzelców, a jego zespół z bilansem remisu i dwóch porażek zajął ostatnie miejsce w grupie, nie kwalifikując się na Mistrzostwa Świata U-20 w Egipcie.
W czerwcu 2011 Cabrera znalazł się w ogłoszonym przez Luisa Fernando Tenę składzie rezerwowej reprezentacji złożonej głównie z zawodników z rocznika '89, mającej pod szyldem dorosłej kadry wziąć udział w turnieju Copa América. Zaledwie kilka dni przed rozpoczęciem rozgrywek razem z siedmioma innymi zawodnikami złamał jednak wewnętrzne zasady drużyny, wskutek czego został wydalony z zespołu, zawieszony w prawach reprezentanta na pół roku, a ponadto ukarany grzywną przez Meksykański Związek Piłki Nożnej. W marcu 2012, już po odbyciu dyskwalifikacji, został powołany przez Tenę na turniej eliminacyjny do Igrzysk Olimpijskich w Londynie, podczas którego pełnił rolę podstawowego piłkarza, rozgrywając cztery z pięciu możliwych meczów, natomiast Meksykanie wygrali kwalifikacyjny turniej, zwyciężając w finale po dogrywce z Hondurasem (2:1) i zdołali awansować się na olimpiadę. On sam nie znalazł się jednak w składzie na igrzyska z powodu kontuzji.
W 2013 roku Cabrera został powołany przez selekcjonera José Manuela de la Torre do złożonego wyłącznie z graczy występujących w rodzimej lidze składu seniorskiej reprezentacji Meksyku na Złoty Puchar CONCACAF, lecz z powodu kontuzji nie pojechał ostatecznie na ten turniej.

## Statystyki kariery
| UNAM    | 2007–2008 | Meksyk | Liga MX | 0   | 0 | 3  | 0 | —        | —  | — | 3   | 0 |
| UNAM    | 2008–2009 | Meksyk | Liga MX | 9   | 0 | —  | — | LMC      | 4  | 2 | 13  | 2 |
| UNAM    | 2009–2010 | Meksyk | Liga MX | 4   | 0 | —  | — | LMC      | 8  | 0 | 12  | 0 |
| UNAM    | 2010–2011 | Meksyk | Liga MX | 22  | 0 | —  | — | —        | —  | — | 22  | 0 |
| UNAM    | 2011–2012 | Meksyk | Liga MX | 25  | 0 | —  | — | LMC      | 6  | 0 | 31  | 0 |
| UNAM    | 2012–2013 | Meksyk | Liga MX | 18  | 1 | 2  | 0 | —        | —  | — | 20  | 1 |
| UNAM    | 2013–2014 | Meksyk | Liga MX | 19  | 1 | 1  | 0 | —        | —  | — | 20  | 1 |
| UNAM    | 2014–2015 | Meksyk | Liga MX | 35  | 2 | 4  | 0 | —        | —  | — | 39  | 2 |
| UNAM    | 2015–2016 | Meksyk | Liga MX | 23  | 0 | 3  | 0 | CL       | 3  | 0 | 29  | 0 |
| Morelia | 2016–2017 | Meksyk | Liga MX | 0   | 0 | 0  | 0 | —        | —  | — | 0   | 0 |
| Ogółem  | Ogółem    | Ogółem | Ogółem  | 155 | 4 | 13 | 0 | LMC + CL | 21 | 2 | 189 | 6 |

Legenda:
- LMC – Liga Mistrzów CONCACAF
- CL – Copa Libertadores